# Панцулая Натія Титикоївна
Натія Титикоївна Панцулая (нар. 28 грудня 1991) — українська футболістка. Гравець  національної збірної України. Багаторазова чемпіонка України та 
володарка Кубка України. В Лізі Чемпіонів зіграла 7 матчів та забила 4 голи.

## Клубна кар'єра
Футбольну кар'єру розпочала в 2009 році в складі костопільської «Родини-Ліцей», у команді відіграла чотири сезони. У сезоні 2009/10 паралельно виступала за «Ковельчанку» у чемпіонаті України з футзалу.
У 2014 році перейшла до першолігової «Тернополянки», якій допомогла вибороти путівку до Вищої ліги жіночого чемпіонату України. У 2016 році перейшла до одного з найсильніших жіночих футбольних клубів країни — «Житлобуду-1». У команді відіграла три роки. У сезоні 2016/17 років разом з харківським клубом виступала в 6-й кваліфікаційній групі жіночої Ліги чемпіонів, зіграла у всіх трьох матчах «Житлобуду-1» на цьому турнірі. Сезон 2017/18 років відіграла в чернігівській «Легенді». По завершенні сезону виїхала до Туреччини, де підписала контракт з новачком першої ліги місцевого чемпіонату ALG Spor. У 2019 році повернулася до України, у складі «Єдності-ШВСМ» (Плиски) взяла участь у Всеукраїнському турнірі «Футбольна весна».
Літом 2019 року підписала контракт з іспанським грандом «Атлетіко» (Мадрид).
Так і не зігравши жодного матчу в іспанській Прімері, Панцулая повернулася спочатку в турецький «АЛГ Спор».
а з годом - в українську вищу лігу.

## Кар'єра в збірній
Натія викликалася до дівочої збірної України WU-19, у футболці якої дебютувала 19 вересня 2009 року в поєдинку 10-ї групи кваліфікації жіночого чемпіонату Європи U-19 - 2010 проти Кіпру.
Брала участь у кваліфікаціях до  жіночого чемпіонату світу 2019., жіночого чемпіонату Європи-2022 та жіночого чемпіонату світу-2023
Станом на серпень 2025 року в активі - 62 матчі, 2 голи за національну збірну.

## Досягнення
- Чемпіонат України
  -  Чемпіон (3): 2017/18; 2019/20; 2021/22

- Кубок України
  -  Володар (4): 2016, 2018, 2020, 2021

- Чемпіонат Туреччини
  -  Чемпіон (1): 2019/20